# Fleurance
Fleurance är en kommun i departementet Gers i regionen Occitanien i sydvästra Frankrike. Kommunen ligger i kantonen Fleurance som tillhör arrondissementet Condom. År 2022 hade Fleurance 6 130 invånare.

## Befolkningsutveckling
Antalet invånare i kommunen Fleurance
Referens:INSEE